# Mar Saba
Mar Saba ali Lavra Save Posvečenega (sirsko ܕܝܪܐ ܕܡܝ  ܣܒܐ, grško starogrško Λαύρα Σάββα τοῦ Ἡγιασμένου, Lávra Sávva toú Igiasménou,  arabsko دير مار سابا‎, hebrejsko  ‏מנזר מר סבא‏‎,  samostan Mar Saba) je pravoslavni samostan nad dolino Kidron na pol poti med Starim Jeruzalemom in Mrtvim morjem  v Provinci Betlehem na Zahodnem bregu. Menihi iz Bar Sabe in hčerinskih hiš so znani kot sabaiti. Lavra se včasih omenja tudi kot konvent ali samostan svetega Save (Sabe).
Samostan je ustanovil Sava Posvečeni leta 483. V samostanskem kompleksu je okoli 20 menihov. Šteje se za enega od najstarejših še naseljenih samostanov na svetu in še vedno ohranja številna starodavna izročila. Eno od najpomembnejših je omejitev, da lahko vanj vstopijo samo moški. Edina zgradba, v katero lahko vstopijo tudi ženske, je Ženski stolp v bližini glavnega vhoda. Samostan je za obiskovalce zaprt ob sredah in petkih, ki veljata za tedenska postna dneva. 
Samostan je imel pomembno vlogo tudi v katoliškem Jeruzalemskem kraljestvu, ki so ga ustanovili križarji po prvi križarski vojni.
V samostanu so shranjene relikvije svetega Sabe. V 12. stoletju so relikvije ukradli križarji in jih odnesli v  Italijo, kjer so ostale do leta 1965, ko jih je papež Pavel VI. vrnil samostanu kot znak obžalovanja in naklonjenosti do pravoslavnih kristjanov. 
Mar Saba je bil dom sv. Janeza Damaščana (676-749), ključne verske osebnosti v bizantinskem ikonoklazmu, ki je okoli leta 726 v pismih bizantinskemu cesarju Leonu III. Izavrijcu spodbijal njegov edikt o prepovedal čaščenje ikon. Janez je bil visok finančni uradnik muslimanskega kalifa Abd al-Malika ibn Marvana.  Sčasoma je začutil višji klic in se preselil v judejsko puščavo, kjer je bil tonzuriran in posvečen za jeromonika (samostanski duhovnik) v samostanu Mar Saba. Grobnica sv. Janeza je  v jami pod samostanom.
Samostan je igral pomebno vlogo v zgodovinskem razvoju liturgije pravoslavne Cerkve. Tipik (predpisi za opravljanje bogoslužja) svetega Sabe je postal standard v vzhodnih pravoslavni in vzhodnih katoliških Cerkvah pod rimskim papežem, ki sledijo bizantinskemu obredju.  Tipik je povzetek standardne oblike  bogoslužja v Jeruzalemskem patriarhatu, kateri je dodanih nekaj lokalnih samostanskih specifičnosti in izročil. Od tu se je razširil do Konstantinopla in od tam po celem bizantinskem  svetu. Četudi se je Tipik kasneje razvijal in dopolnjeval,  zlasti v samostanu Studion v Konstantinoplu, se še vedno omenja kot Tipik svetega Sabe. 
Izročilo pravi, da bo v tem samostanu kot zadnjemu stebru pravega krščanstva potekalo zadje Božansko bogoslužje na zemlji pred vrnitvijo (parusijo) Jezusa Kristusa na zemljo. 
Mar Saba je kraj, kjer je Morton Smith domnevno našel kopijo pisma, pripisanega Klementu Aleksandrijskemu. Pismo vsebuje odlomke iz tako imenovanega tajnega evangelija po Marku, in je bil več stoletij dom Arhimedovega palimpsesta.
- Samostan Mar Saba Monastery, 2011
- Ženski stolp
- Kapela
- Kupola ene od kapel
- Relikvije sv. Sabe
- Ikona sv. Sabe
- Grobnica sv. Sabe